# یواس‌اس ناترونا (ای‌پی‌ای-۲۱۴)
یواس‌اس ناترونا (ای‌پی‌ای-۲۱۴) (به انگلیسی: USS Natrona (APA-214)) یک کشتی بود که طول آن ۴۵۵ فوت (۱۳۹ متر) بود. این کشتی در سال ۱۹۴۴ ساخته شد.